# زلزال ناهاني 1985
زلزال ناهاني 1985 هو زلزالٌ وقعَ في الأقاليم الشمالية الغربية في كندا بتاريخ 5 أكتوبر 1985.